# Yvette Pierpaoli
Yvette Pierpaoli (Le Ban-Saint-Martin, 18 de marzo de 1938 - Carretera de Tirana a Kukës (Albania), 19 de abril de 1999) fue una activista, defensora de los derechos humanos de los refugiados y personas desplazadas, miembro de la Organización Internacional para los Refugiados.

## Infancia y juventud
Era hija de padre italiano y madre francesa, siendo la quinta de sus hijos. Durante una lección de geografía sobre Indochina se empezó a interesar en el Lejano Oriente. De carácter turbulento se manifestó con una actitud agresiva hacia su familia y compañeros de clase ganándose el apodo de "la peste". A los quince años dejó la escuela encontrando un trabajo como oficinista. Durante este tiempo se interesó en la comunicación de radioaficionados, convirtiéndose en una de las primeras mujeres francesas en tomar parte en esta actividad.
En la Navidad de 1958, después de un enfrentamiento con su padre, abandonó el hogar familiar y se fue a París. Inicialmente pasó grandes privaciones y realizó un intento de suicidio, pero superó la adversidad y entró a trabajar como secretaria en un bufete de abogados. Entró en contacto con la comunidad asiática en París. Después de un romance con un estudiante de medicina camboyano, quedó embarazada y tuvo una hija.

## En Camboya y Tailandia
En 1967, con 29 años y una hija de pocos meses, marchó a Camboya. Se estableció en Phnom Penh, manteniendo buenas relaciones con los diferentes estamentos locales. Inició negocios comerciales, importando productos diversos, como botellas, productos químicos o tractores, llegando incluso a vender pequeños aviones de la empresa Dassault. La prosperidad de sus negocios se vio entorpecida a partir de 1970 por la guerra. En 1974 se produjo una gran afluencia de refugiados hacia Phnom Penh, huyendo del avance de los Jemeres Rojos. Conmovida por la situación de los niños, les dedicó mucho de su tiempo.
Tras una breve estancia en Francia para restablecer sus lazos familiares, retornó a Camboya. Allí se hizo responsable de la compañía aérea Continental Air Service, que realizaba vuelos regulares entre Phnom Penh y Bangkok en nombre de la Embajada de los EE. UU.. También constituyó su propia aerolínea -Cambodair- para realizar servicios dentro de Camboya, donde las comunicaciones terrestres eran impracticables.
Cuando Phnom Penh cayó en manos de los Jemeres Rojos, en abril de 1975, fue obligada a abandonar Camboya, trasladándose a Bangkok. A continuación, comenzó a ayudar a los camboyanos que huyeron de su país y buscaron refugio en Tailandia. Especialmente se dedicó a localizar y ayudar a las personas que buscaban refugio en Tailandia en unos momentos en que el gobierno de ese país les impedía el acceso, así como a a aquellas que -a partir de 1979- fueron repatriadas forzosamente.
Hasta 1985, Pierpaoli desarrolló sus actividades desde Bangkok, si bien se desplazó en numerosas ocasiones a Phnom Penh para interceder ante las autoridades camboyanas en favor de detenidos y repatriados. Así mismo, consiguió que las autoridades tailandesas facilitaran arroz a los refugiados camboyanos. Sin embargo sus tareas en el Sudeste Asiático se verían entorpecidas por la muerte en 1981 de Kurt Fuller, ciudadano suizo que había sido desde 1969 su socio comercial. La muerte de Fuller llevó a sus socios tailandeses a privar a Pierpaoli de sus negocios. Sin embargo, esta consiguió reconstruirlos en su mayoría, si bien los vendería posteriormente.

## Después de Indochina
En 1985 regresó a Francia, pasando un tiempo en el monasterio de Le Bec-Hellouin, donde conoció al Padre Tiziano, un joven religioso italiano que iba a marchar a Guatemala como misionero. Este le describió la difícil situación de aquel país, que acababa de salir de una guerra civil. Pierpaoli fundó la organización benéfica Tomorrow, recaudó dinero y fue a Zaculeu, un pueblo en Guatemala, acompañada por varios. Allí realizaron tareas de reconstrucción de viviendas, restablecimiento de pozos y recuperación de tierras de cultivo. En el plazo de tres años consiguieron sus objetivos, además construir una escuela y un dispensario sanitario.
Además de en Zaculeu, Pierpaoli dedicó sus esfuerzos a los niños abandonados de Ciudad de Guatemala y en 1986 se trasladó a realizar tareas humanitarias en Bolivia.
En marzo de 1986, finalmente cerró sus negocios en Asia y retornó a Francia. Se estableció cerca de Uzès y comenzó a escribir su autobiografía. El libro "Mujer de los Mil Hijos", fue publicado en 1992. Sin embargo, no consideraba que su misión hubiera sido cumplida, manteniéndose en contacto con las organizaciones humanitarias, continuaba trabajando en muchos proyectos en África (Liberia, Malí, Burundi, Níger y Kenia) y Asia (Birmania, Bangladés y, nuevamente, Camboya). Así se interesó por la situación de los refugiados birmanos musulmanes en Bangladés, y en febrero de 1999 reveló la masacre de Toubou (Níger).
El 18 de abril de 1999, cuando se encontraba en una misión para ayudar a los refugiados de Kosovo, murió en un accidente de coche cuando viajaba de Tirana a Kukës. Fue cremada y sus cenizas enterradas en el jardín de su casa de campo en Tirana.
La novela de John le Carré El jardinero fiel tomó elementos de la vida de Pierpaoli, y la película El jardinero fiel le está dedicada.